# Silvester Takač
Silvester Takač (Đurđevo, 8 de novembro de 1940) é um ex-futebolista e treinador iugoslavo, medalhista olímpico. 

## Carreira
Silvester Takač fez parte do elenco medalha de ouro, nos Jogos Olímpicos de 1960.